# کلاوه (سرپل‌ذهاب)
کلاوه، روستایی از توابع بخش قلعه شاهین شهرستان سرپل ذهاب در استان کرمانشاه ایران است.

## جمعیت
این روستا در دهستان سراب قلعه شاهین قرار دارد و براساس سرشماری مرکز آمار ایران در سال ۱۳۹۵، جمعیت آن 1100 نفر بوده‌است.